# Kleiner Rosa-Täubling
Der Kleine Rosa-Täubling (Russula minutula) ist ein Pilz aus der Familie der Täublingsverwandten (Russulaceae). Er ähnelt im Großen und Ganzen dem Großen Rosa Täubling (R. aurora), jedoch ist dieser etwas größer. Der Kleine Rosa-Täubling hat einen fleisch- bis purpurroten Hut, der 1,5 bis 4 Zentimeter breit wird. Der Pilz fällt durch seine „schönen“ Farben auf.

## Merkmale

### Makroskopische Merkmale
Der Hut ist einfarbig rosa oder fleischrot gefärbt. Oft erscheint er wie ein kleiner Kirschroter Spei-Täubling (R. emetica) oder ein rötlicher Dotter-Täubling (R. lutea). In der Mitte ist er oft blasser oder blassbräunlich getönt. Die Oberfläche ist etwas schmierig und später trocken. Außerdem ist sie ein wenig samtig, am Rand ist sie körnig aufgesprungen. Der Hut ist schnell ausgebreitet und später in der Mitte niedergedrückt und besitzt einen kleinen stachelbeer- oder hellcremefarbenen Buckel. Der Hutrand ist dünn und im Alter etwas höckerig gerieft. Die Haut lässt sich zur Hälfte bis zu zwei Dritteln abziehen.
Die Lamellen sind blass, dünn und weich. Sie sind gabelig, stehen fast entfernt, sind am Stiel abgerundet und stehen frei. Das Sporenpulver ist weißlich getönt. Beim Trocknen färbt es sich lebhaft gelb.
Der Stiel ist weiß, aber oft rosa überhaucht. Die Oberfläche ist anfangs gänzlich bereift. Die Konsistenz des Stieles ist zerbrechlich und später auch schwammig und hohl. Das Fleisch schmeckt mild und besitzt einen schwachen Geruch. Mit Sulfovanillin färbt es sich nach einiger Zeit deutlich eosinrot.

### Mikroskopische Merkmale
Die Sporen sind kurz ellipsoid und messen 5,7–7,7 × 5–6,7 Mikrometer. Die Oberfläche ist isoliert feinwarzig bis unvollständig netzig. Die Zystiden sind keulenförmig und besitzen Inhaltskörper.

## Artabgrenzung
Sehr ähnlich ist der Netzflockige Rosa-Täubling (Russula aurora). Das auffälligste Unterscheidungsmerkmal ist der größere Hutdurchmesser des Großen Rosa Täublings, der fast immer größere Ausmaße erreicht (meist mindestens 5 cm). Außerdem ist sein Stiel auffälliger bereift und seltener rosa überhaucht. Seine Sporen sind stärker ellipsoid und etwas feinwarziger. Der Kleine Rosa-Täubling besitzt zudem einen schwachen Geruch, der an den Dickschaligen Kartoffelbovist (Scleroderma citrinum) oder den Stink-Schirmling (Lepoita cristata) erinnert.

## Ökologie
Der Kleine Rosa-Täubling ist in Buchen- und Eichen-Hainbuchenwäldern sowie in Parkanlagen zu finden. Dort wächst er auf neutralen bis schwach sauren, frischen, sandig-lehmigen bis tonigen Böden. Diese sind gut mit Basen versorgt, jedoch stickstoffarm und über Silikaten ausgebildet.
Der Kleine Rosa-Täubling ist ein Mykorrhiza-Pilz, der mit Laubbäumen wie Eichen, Rotbuchen und Edelkastanien in Symbiose steht. Die Fruchtkörper erscheinen von Juli bis September.

## Verbreitung

Europäische Länder mit Fundnachweisen des Kleinen Rosa-Täublings.
Legende:
Länder mit Fundmeldungen
Länder ohne Nachweise
keine Daten
außereuropäische Länder

Der Kleine Rosa-Täubling ist in Europa und im Kaukasus verbreitet. In Europa reicht das Gebiet im Süden von Spanien bis Slowenien, im Westen von Frankreich über die Beneluxstaaten bis Großbritannien und im Osten bis nach Weißrussland. Im Norden wurde der Täubling in Dänemark und Norwegen nachgewiesen.

## Systematik

### Infragenerische Systematik
Der Kleine Rosa-Täubling  wird von Bon in die Untersektion Roseinae gestellt, die in der Sektion Lilaceae (Incrustatae) steht. Die Untersektion enthält meist große oder mittelgroße Arten, mit roten, rosa oder weißlichen Hüten, die oft bereift sind. Der Stiel ist weiß oder rosa überhaucht und färbt sich mit Sulfovanillin oder Sulfobenzaldehyd rötlich. Der Geschmack ist mild, mitunter aber auch bitter.

### Unterarten und Varietäten
- Russula minutula var. robusta  Saini, Atri & Singer (1982)

## Bedeutung
Der Kleine Rosa-Täubling ist essbar.